# Kazimierz Dziekoński
Kazimierz Dziekoński de Korab, né le 4 mars 1779 et mort le 23 janvier 1849, est un général de brigade de l'armée polonaise de l'insurrection polonaise conduite par Tadeusz Kościuszko en 1794 et de l'Insurrection de novembre 1830. Fils d'Antoni Dziekoński, défenseur en 1792, de Stanislas II de Pologne, dernier roi indépendant de la république des Deux Nations, il est l'un des organisateurs du Sejm de Grodno. 

## Biographie
Kazimierz Dziekoński possède une propriété dans le village Hieronimowo, du district de Gmina Michałowo (voïvodie de Podlachie). Lors de l'insurrection polonaise conduite par Tadeusz Kościuszko en 1794 contre la Russie impériale, Kazimierz Dziekoński est lieutenant dans le régiment du général Michał Wielhorski, au grand duché de Varsovie, garde du Prince Józef Poniatowski.

### Campagne napoléonienne
En 1808, Kazimierz Dziekoński est au 1er régiment des Uhlans (ulanow) polonais. Il prend part à la bataille de Raszyn qui oppose, le 19 avril 1809, les armées de l'empire d'Autriche et celles du duché de Varsovie. En 1810, il est nommé lieutenant-colonel du 14e régiment de cuirassiers polonais, puis colonel du régiment en 1813. C'est à sa tête qu'il sert à la bataille de Leipzig, en octobre de la même année.

### Campagne polonaise
Après la défaite de Leipzig, il est en 1815 commandant du 3e régiment de cuirassiers du royaume du Congrès, puis nommé général de brigade en 1828. 
À l'insurrection de novembre 1830, il est en poste à Radom. En mars 1831 il participe à la plupart des batailles russo-polonaises. En juin 1831, il est nommé commandant de la forteresse de Praga, de la ville de Varsovie.
Après la défaite, il est prisonnier à Vologda (Russie)... toute trace de son passé d'exilé reste inconnue à ce jour.

## Décorations
- Grand-croix de la Légion d'honneur
- Ordre militaire de Virtuti Militari